# Сабаудия (Бразилия)
Сабаудия (порт. Sabáudia) — муниципалитет в Бразилии, входит в штат Парана. Составная часть мезорегиона Северо-центральная часть штата Парана. Входит в экономико-статистический  микрорегион Апукарана. Население составляет 5502 человека на 2006 год. Занимает площадь 190,324 км². Плотность населения — 28,9 чел./км².

## Статистика
- Валовой внутренний продукт на 2003 год составляет 68 481 492,00 реалов (данные: Бразильский институт географии и статистики).
- Валовой внутренний продукт на душу населения на 2003 год составляет 12 540,10 реалов (данные: Бразильский институт географии и статистики).
- Индекс развития человеческого потенциала на 2000 год составляет 0,754 (данные: Программа развития ООН).

## География
Климат местности: субтропический. В соответствии с классификацией Кёппена, климат относится к категории Cfa.